# Comuna de Kisielice
Kisielice (polaco: Gmina Kisielice) é uma gminy (comuna) na Polónia, na voivodia de Vármia-Masúria e no condado de Iławski. A sede do condado é a cidade de Kisielice.
De acordo com os censos de 2004, a comuna tem 6232 habitantes, com uma densidade 36,1 hab/km².

## Área
Estende-se por uma área de 172,8 km², incluindo:
- área agricola: 72%
- área florestal: 12%

## Demografia
Dados de 30 de Junho 2004:
|                      | Total   | Total | Mulheres | Mulheres | Homens  | Homens |
| -------------------- | ------- | ----- | -------- | -------- | ------- | ------ |
|                      | pessoas | %     | pessoas  | %        | pessoas | %      |
| População            | 6232    | 100   | 3077     | 49,4     | 3155    | 50,6   |
| Densidade (pop./km²) | 36,1    | 100   | 17,8     | 17,8     | 18,3    | 18,3   |

De acordo com dados de 2002, o rendimento médio per capita ascendia a 1454,31 zł.

## Subdivisões
- Biskupiczki, Butowo, Goryń, Jędrychowo, Klimy, Krzywka, Limża, Łęgowo, Łodygowo, Ogrodzieniec, Pławty Wielkie, Sobiewola, Trupel, Wola.

## Comunas vizinhas
- Biskupiec, Gardeja, Iława, Łasin, Prabuty, Susz